# Ideopsis ultramontana
Ideopsis ultramontana är en fjärilsart som beskrevs av Martin 1914. Ideopsis ultramontana ingår i släktet Ideopsis och familjen praktfjärilar. Inga underarter finns listade i Catalogue of Life.